# Azlburg

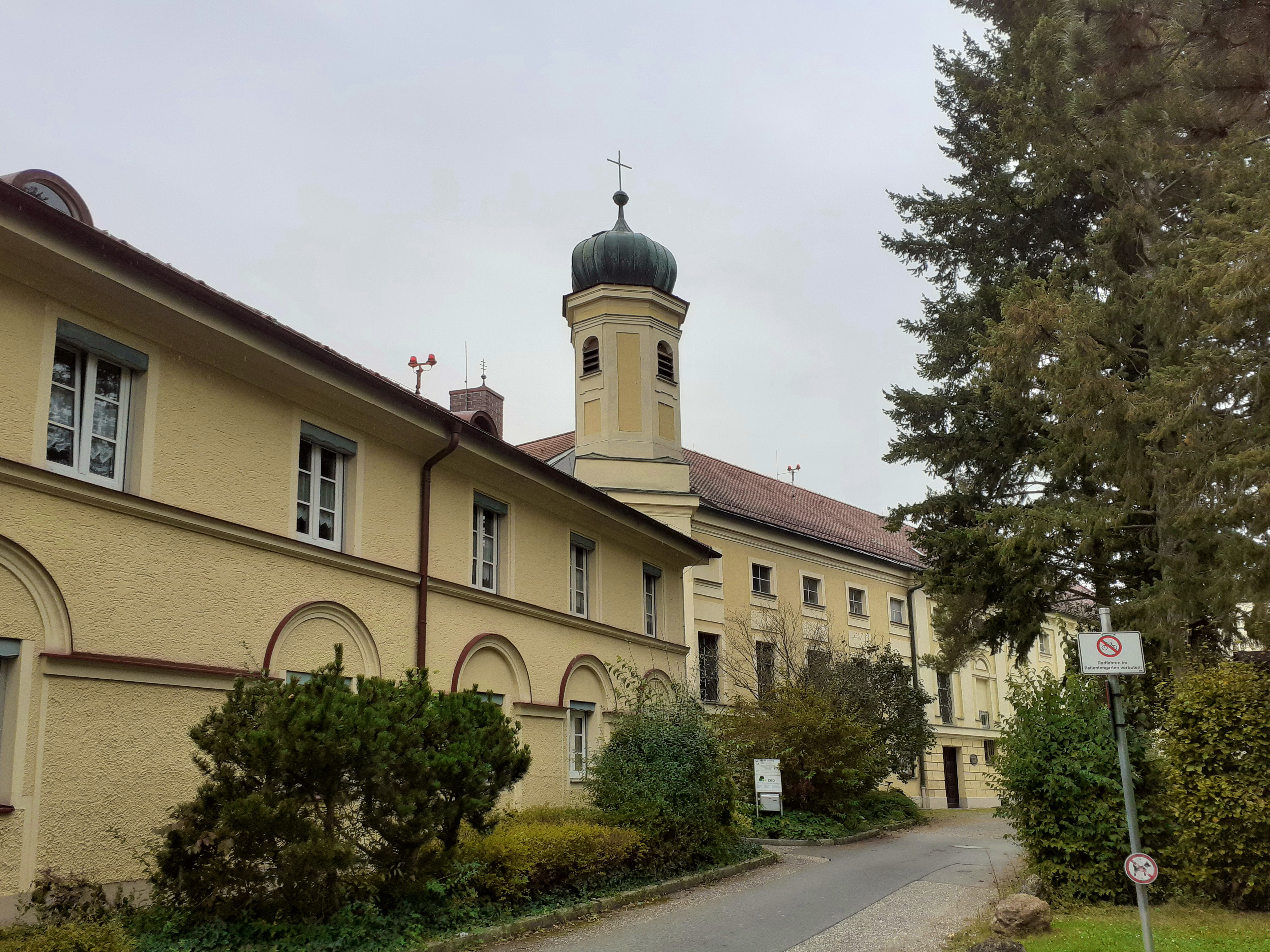
Elisabethinerinnenkloster Azlburg

Die abgegangene Azlburg lag innerhalb der alten Stadt Straubing (Azlburger Straße 17). Die Anlage wird als Bodendenkmal unter der Aktennummer D-2-7141-0381 im Bayernatlas als „untertägige spätmittelalterliche und frühneuzeitliche Befunde im Bereich des ehem. Hofmarkschlosses und späteren Kath. Elisabethinerinnenklosters Azlburg in Straubing“ geführt. Ebenso ist sie unter der Aktennummer D-2-63-000-28 als Baudenkmal von Straubing verzeichnet.

## Geschichte
Die Burg wird 1325 erstmals erwähnt, als der Straubinger Propst des Augsburger Domkapitels Johann, genannt der Goells, sein Eigentum an der Azlburg an den Regensburger Bischof übertrug und diese von ihm als Lehen wieder zurückbekam. Seit dieser Zeit war die Azlburg ein Regensburger Lehen. 1381 wird der Augsburger Unterprobst Liebhart der Kumer, 1428 Stephan von Weichs und vor 1436 der Straubinger Bürger Stephan der Slegel hier genannt. 1445 verkauft Stephan der Slegel den Sitz an den Passauer Steffen den jungen Hanntschuester, der seinerseits 1445 den Sitz an den Seicz Limpeck, Rentmeister in Straubing, und dessen Sohn Wilhelm weitergibt. Weitere Inhaber der Azlburg waren Caspar Zeller, die Schmidl von Straubing und die Preu. Um 1600 hat der Straubinger Bürgermeister Thomas Dürniz die Azlburg von Albrecht Preu erworben, Dürniz hatte bereits vom Graf von Sulz das Schloss Hienhart erworben; sein Sohn rundete den Besitz durch den Erwerb der Hofmark Oberschneiding ab. Erbin war die Tochter Ursula des Thomas Dürniz. Sie verkaufte die Azlburg an ihren Bruder Christian. Von diesem ging die Burg an die Stadt Straubing über. Nächster Besitzer war Baron von Siß. Seine Witwe Maria Anna Franziska von Suess veräußerte das Hofmarkschloss an die Elisabethinen vom Orden des hl. Franziskus.
Diese errichteten 1748 an der Stelle der im Dreißigjährigen Krieg schwer beschädigten Azlburg mit finanzieller Unterstützung durch Kurfürst Karl Theodor das Kloster Azlburg. 1752 waren kein Hofgebäude und kein Untertan mehr vorhanden, die Verhandlungen über die Sitzgerechtigkeit endeten aber erst 1799 mit dem Bescheid, dass auf der Azlburg keine Sitzgerichtigkeit mehr ruhe.

## Belege
1. ↑  Kloster Azlburg: Geschichte. Abgerufen am 23. Januar 2016.

Koordinaten: 48° 53′ 6,3″ N, 12° 35′ 27,6″ O